# Мараканово
Марака́ново (рос. Мараканово) — присілок у складі Артинського міського округу Свердловської області.
Населення — 8 осіб (2010, 19 у 2002).
Національний склад станом на 2002 рік: росіяни — 74 %.